# Aerostat

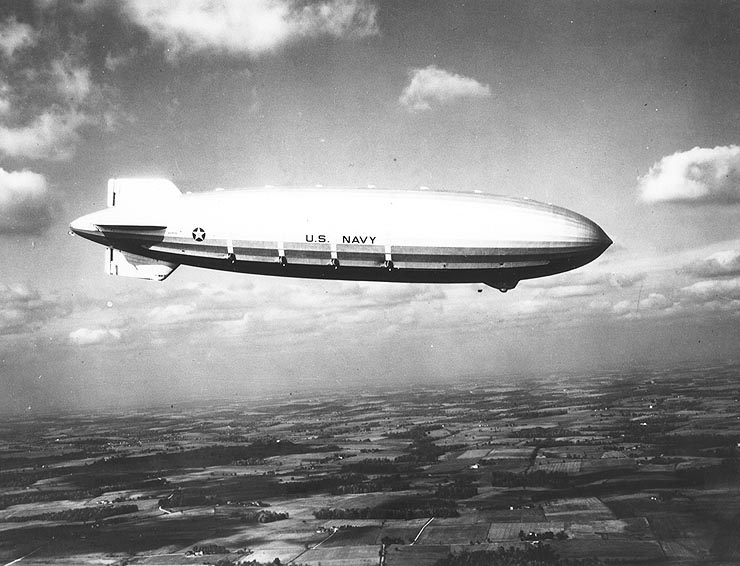
USS Akron în zbor (noiembrie 1931)

Aerostatul este o aeronavă construită pe principiul plutirii corpurilor (spre deosebire de mașinile aeriene).
Un aerostat este umplut cu un gaz mai ușor decât aerul.

## Clasificare

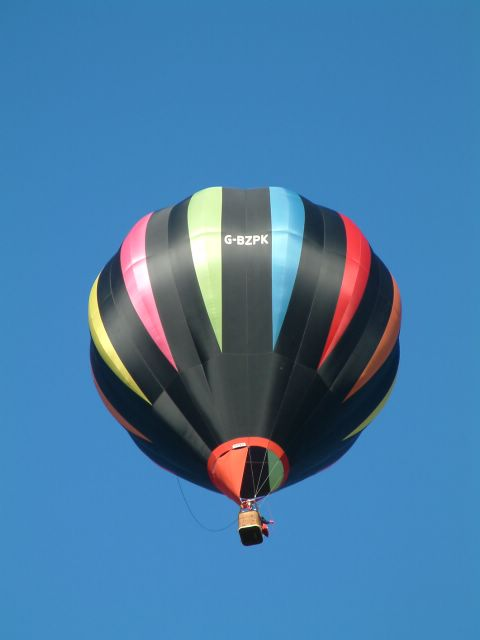
Balon cu aer cald

Aerostatele pot fi de mai multe tipuri:
- baloane
  - cu aer cald
  - cu gaz mai ușor decât aerul

- dirijabile

## Istoric
Un balon este un aerostat nemotorizat care nu are mijloace de propulsie proprii și trebuie fie legat de un cablu lung ancorat la sol, fie lăsat să plutească liber în vânt sau curenți de aer. Din acest motiv, un balon cu aer cald sau cu gaz, „nu zboară” ci „călătorește” cu masele de aer aflate în mișcare.
- Balonul cu aer cald a fost inventat de frații Montgolfier , Joseph și Étienne, în 1782, și a fost denumit de ei „mongolfière”.

Prima experiență de ascensiune a unui aerostat fără pasageri a avut loc pe 4 iunie 1783 la Annonay (departamentul Ardèche).
Pe 19 septembrie, în același an, la Versailles, în prezența regelui Ludovic al XVI-lea al Franței, a avut loc prima ascensiune cu „pasageri”, adică cu un cocoș, o oaie și o rață.
Primii pasageri umani, care au călătorit cu un balon cu aer cald au fost Jean-François Pilâtre de Rozier și Marchizul d'Arlandes, la Paris, pe 21 noiembrie 1783.
- Balonul cu gaz mai ușor decât aerul a fost inventat de fizicianul Jacques Charles, în același an cu prima călătorie publică cu balonul cu aer cald al fraților Montgolfier. Balonul cu gaz mai ușor decât aerul a fost denumit „charlière”, prin derivare din numele inventatorului său.

Pe 1 decembrie 1783, împreună cu Nicolas Robert, Jacques Charles a executat prima călătorie, pornind pe deasupra grădinilor Tuileries din Paris și aterizând la Nesles-la-Vallée. Încă de la prima călătorie, Jacques Charles și-a dotat balonul cu echipamentul care se folosește și în prezent: învelitoare impermeabilă, plasă de fixare a nacelei din răchită, sistem suplimentar de umflare, supapă de presiune, balast și ancoră. A transportat cu el și diverse instrumente științifice.
Pentru a se înălța, este necesar să se arunce din balast, de obicei nisip, transportat în saci legați împrejurul nacelei. Pentru a coborî, se deschide supapa, pentru a elibera gaz.
În partea de jos a învelitorii impermeabile se găsește un apendice prevăzut cu o supapă, atât pentru umflare cât și pentru eliberarea gazului care se dilată odată cu creșterea altitudinii. Pentru cazul în care la aterizare este un vânt puternic, pentru a se evita târârea balonului pe sol pe distanțe lungi, este prevăzută și o supapă pentru evacuarea rapidă a gazului.
La început, se folosea hidrogenul pentru umflarea baloanelor, dar datorită pericolului de incendiu s-a trecut ulterior la heliu.

## Vezi și
- Aerostatică
- Listă de Zeppeline
- Listă de dirijabile Schütte-Lanz
- Listă de dirijabile Parseval
- Aeronavă rigidă
- Listă de dirijabile britanice
- Listă de dirijabile ale Marinei Statelor Unite